# Probles xanthopus
Probles xanthopus là một loài tò vò trong họ Ichneumonidae.